# San Giorgio (Lemberger)
Il San Giorgio è un dipinto a olio su tavola (19x18 cm) di Georg Lemberger, databile al 1520 e conservato nella Galleria degli Uffizi a Firenze.

## Storia e descrizione
La datazione si basa sull'esistenza di una xilografia tratta dall'opera di Huber Wolf, datata appunto 1520.
L'opera ha subito varie ipotesi attributive: se nell'inventario del 1635 e nel Giornale di Galleria del 1796 è ascritta a un artista anonimo, nel 1825 venne riferita a Lukas Cranach il Vecchio, ipotesi che tuttora persiste in alcune pubblicazioni.
In basso a sinistra si vede inginocchiato l'ecclesiastico che donò l'opera, con il proprio stemma che, secondo l'identificazione di Conti, apparterrebbe alla famiglia Kapolt.
Il dipinto presenta sul retro una testa di Cristo coronato di spine.
In un fantastico bosco san Giorgio si prepara ad affrontare il mostruoso drago al centro, colpendolo con la lancia mentre il cavallo si impenna, secondo l'iconografia tradizionale. A sinistra la principessa assiste inginocchiata in preghiera. Nonostante le piccole dimensioni l'opera è emblematica del ruolo del paesaggio in area germanica, carico di effetti fantastici e significati simbolici, che caratterizza la scuola danubiana. Gli alberi sono particolarmente allungati, e sembrano germogliare l'uno sopra l'altro, sventolando le loro fronde spettrali, come in una visione onirica.
Il senso di smarrimento nella cupa foresta prende così più campo delle piccole figure arcaizzanti del soggetto religioso, trasmettendo più che altro un senso di ignoto, dominato dalle forze misteriose della natura.